# Arne Bergodd
Arne Bergodd   (Drammen, 16 d'agost de 1948) és un remer noruec, ja retirat, que va competir durant les dècades de 1960 i 1970.
El 1972 va prendre part en els Jocs Olímpics d'Estiu de Múnic, on fou setè en la prova del dos amb timoner del programa de rem. Quatre anys més tard, als Jocs de Mont-real, guanyà la medalla de plata en la prova del quatre sense timoner. Formà equip amb Ole Nafstad, Finn Tveter i Rolf Andreassen.
En el seu palmarès també destaca una medalla de bronze en el quatre sense timoner al Campionat d'Europa de rem de 1973.